# 普萊森特格羅夫 (阿肯色州斯通縣)
普萊森特格羅夫（英語：Pleasant Grove）是位於美國阿肯色州斯通縣的一個非建制地區。該地的面積和人口皆未知。

## 地理
普萊森特格羅夫的座標為35°48′59″N 91°54′34″W / 35.81639°N 91.90944°W，而該地的平均海拔高度為145米（即476英尺）。